# Front Wyzwolenia Katalonii
Front Wyzwolenia Katalonii (katal. Front d'Alliberament Català, FAC) – katalońska organizacja terrorystyczna.

## Historia
Założony w 1969 roku przez rozłamowców z Socjalistycznej Partii Wyzwolenia Narodowego (PSAN). Działał w Barcelonie. Do 1971 roku grupa miała na koncie ponad 100 aktów przemocy. Ataki FAC obejmowały zamachy bombowe (w tym na budynki telewizji i radiostacji), jak i zabójstwa (w styczniu 1979 roku formacja przyznała się do zabójstw dwóch barcelońskich policjantów). Działalność grupy zanikła pod koniec lat 70.

## Relacje z innymi grupami terrorystycznymi
FAC współpracował z hiszpańskim Frontem Rewolucyjnym Antyfaszystowskim i Patriotycznym oraz baskijską ETA.

## Ideologia
Celem Frontu było utworzenie niepodległej Katalonii. Doktryna FAC była mieszaniną wątków nacjonalistycznych, marksistowsko–leninowskich i maoistowskich.